# Shakshuka

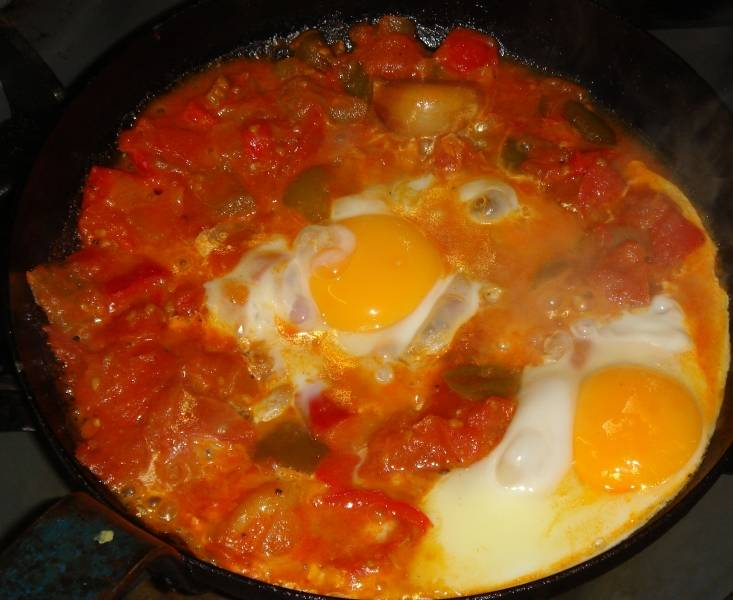
Plato de shakshuka.

El shakshuka (en árabe: شَكْشُوكَةٌ‎) es un plato de la gastronomía magrebí y del Medio Oriente realizado a base de huevos escalfados en salsa de tomates, pimientos y cebolla, comúnmente aderezado con comino, pimentón y harissa. Aunque el plato ha existido en el Mediterráneo y regiones de Oriente Medio, su más reciente forma a base de huevo y vegetales se habría originado en Túnez. También es típico de Palestina e Israel. Se prepara a fuego lento, comenzando con los vegetales y las especias; una vez guisados, se agregan los huevos. Esta comida es parecida al plato turco Menemen. Es un plato básico en las cocinas tunecina, libia, argelina, marroquí y egipcia, tradicionalmente servido en una sartén de hierro, con pan para mojar.

## Etimología
En el argot árabe, شكشوكة shakshuka significa ‘mezcla’, específicamente en árabe de Túnez. Debido a que Francia colonizó el país magrebí, es común encontrarse escrito con las formas francesas: chakchouk o chakchouka.

## Historia
El origen exacto del plato está en disputa. Según Jewish Chronicle, algunos historiadores creen que el plato se extendió a España y Oriente Medio a partir de la Turquía Otomana, mientras que otros piensan que se originó en Marruecos. Una tercera teoría es que proviene de Yemen, donde se sirve con sahawiq, una pasta verde caliente. No obstante, la utilización de pimientos y tomates, vegetales originarios de América llevados al Viejo Mundo por los españoles, apuntan a un origen más probable en España adonde llegaron primero dichos ingredientes. 
También es popular en Israel y en Palestina, donde fue introducida por judíos tunecinos.
Durante el asedio de la Franja de Gaza por Israel en 2023-2024, la sencillez de los ingredientes de la shakshuka y su relativa disponibilidad en tiempos de escasez la convirtió en un ejemplo de resiliencia sirviéndose a menudo como única comida del día y limitándose a huevos cocidos en tomates guisados.

## Características
En la cocina israelí el plato se prepara con huevos, tomates, cebolla o ajo. En Palestina, se hace con huevos en un refrito de tomates, cebolla y pimientos y se come especiado; suele ser un plato de desayuno si bien se puede consumir en otros momentos del día.
De acuerdo a la escritora Claudia Roden, los cocineros tunecinos añaden los corazones de alcachofas, patatas y habas en el plato. Debido a que los huevos son el ingrediente principal, a menudo se encuentra en los menús de desayuno, pero en Israel, es también una popular comida nocturna, y al igual que el hummus y el falafel, es un favorito nacional.
La shakshuka se come normalmente con pita, como muchos de los platos de la comida del Medio Oriente o con pan blanco, el cual se moja en la comida. Aunque no es un plato muy común en la cultura occidental, la shakshuka se encuentra alrededor de todo el mundo en los restaurantes de comida árabe, marroquí o sefaradí que sean casher.

## Variaciones
Existen variaciones de este plato, como la shakshuka con pimientos verdes o con otras especias, o incluso sustituyendo los huevos por tofu. Las recetas pueden ser desde ligeramente hasta muy picantes; sin embargo, la receta israelí de este plato es bastante picante.
Algunas variaciones de shakshouka puede hacerse con carne picada de cordero, especias tostadas, yogur y hierbas frescas. Otras pueden incluir quesos salados como el queso feta. Las especias pueden incluir cilantro, alcaravea, pimentón, comino y pimienta de cayena.
Un libro de cocina israelí de1979, Bishul la-Gever ha-Meshuhrar, incluye una receta para "Lufgania Shakshuka". Este es hecho como una versión kosher de Spam (llamada loof) que fue agregada a las raciones de las FID en la década de 1950.

## Platillos similares

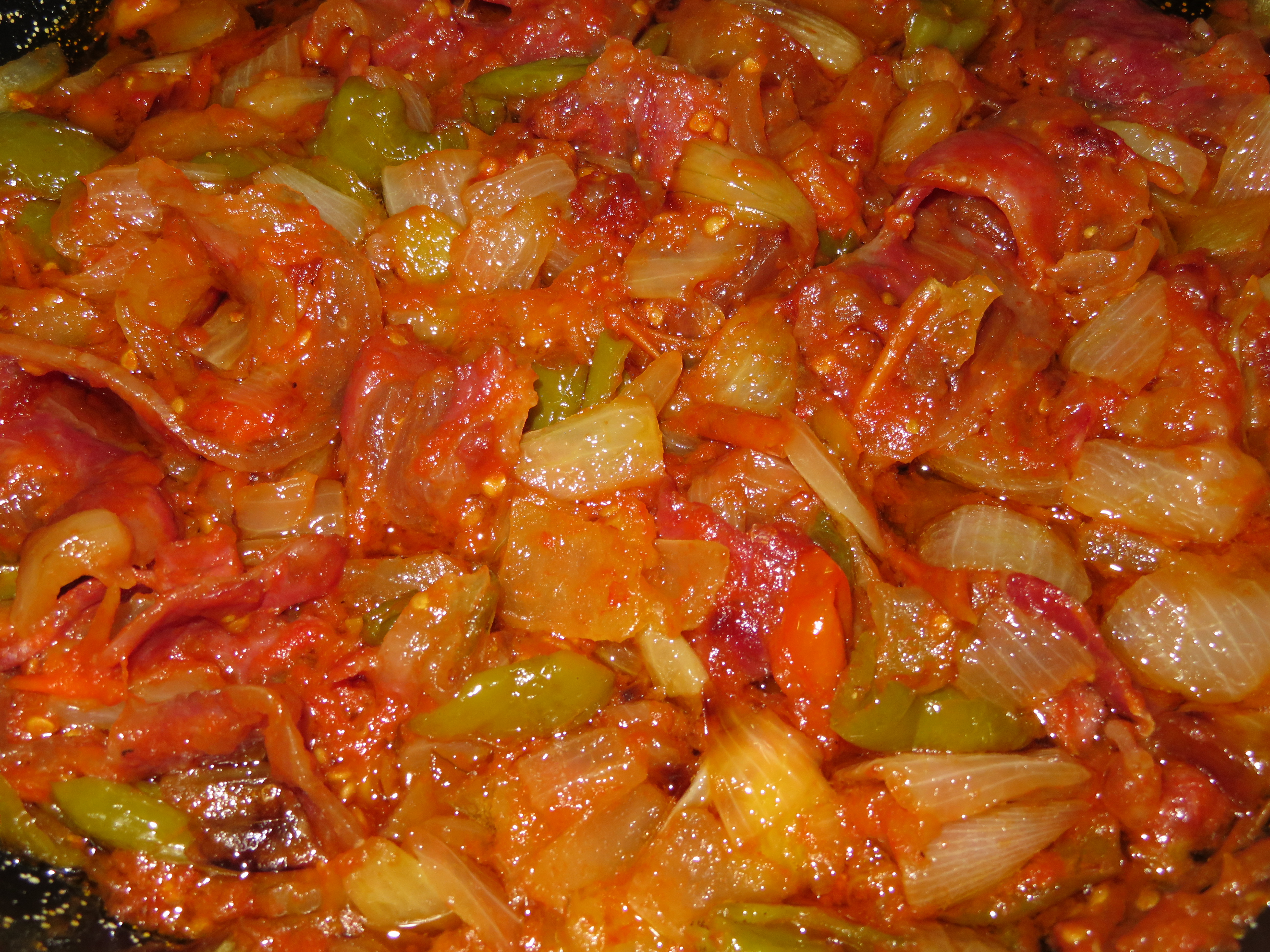
Pisto, sofrito de verduras, España

El shakshouka es similar al plato turco menemen. La cocina turca tiene otro plato con un nombre similar llamado şakşukaque es más como un ratatouille. El Shakshouka también es similar al pisto manchego español, un plato tradicional de La Mancha del sureste de España, a veces también acompañado de un huevo frito.
El lecsó húngaro (pronuncia lecho en español) o lečo eslovaco (también lecho en español) es un plato muy parecido a shakshuka árabe, pero con los huevos ya mezclados con pimiento rojo, tomate y cebolla y se deja cuajar como huevos revueltos.